# Acauloides
Acauloides is een geslacht van neteldieren uit de  familie van de Acaulidae.

## Soorten
- Acauloides ammisatum Bouillon, 1965
- Acauloides ilonae (Brinckmann-Voss, 1966)